# Léchovo
Léchovo (Lechovo) är en ort i Grekland.   Den ligger i prefekturen Nomós Florínis och regionen Västra Makedonien, i den norra delen av landet, 300 km nordväst om huvudstaden Aten. Léchovo ligger 882 meter över havet och antalet invånare är 1 115.
Terrängen runt Léchovo är kuperad åt sydost, men åt nordväst är den bergig. Runt Léchovo är det ganska tätbefolkat, med 100 invånare per kvadratkilometer. Närmaste större samhälle är Ptolemaida, 17,5 km öster om Léchovo. Omgivningarna runt Léchovo är en mosaik av jordbruksmark och naturlig växtlighet.